# San Salvatore ad Tres Images

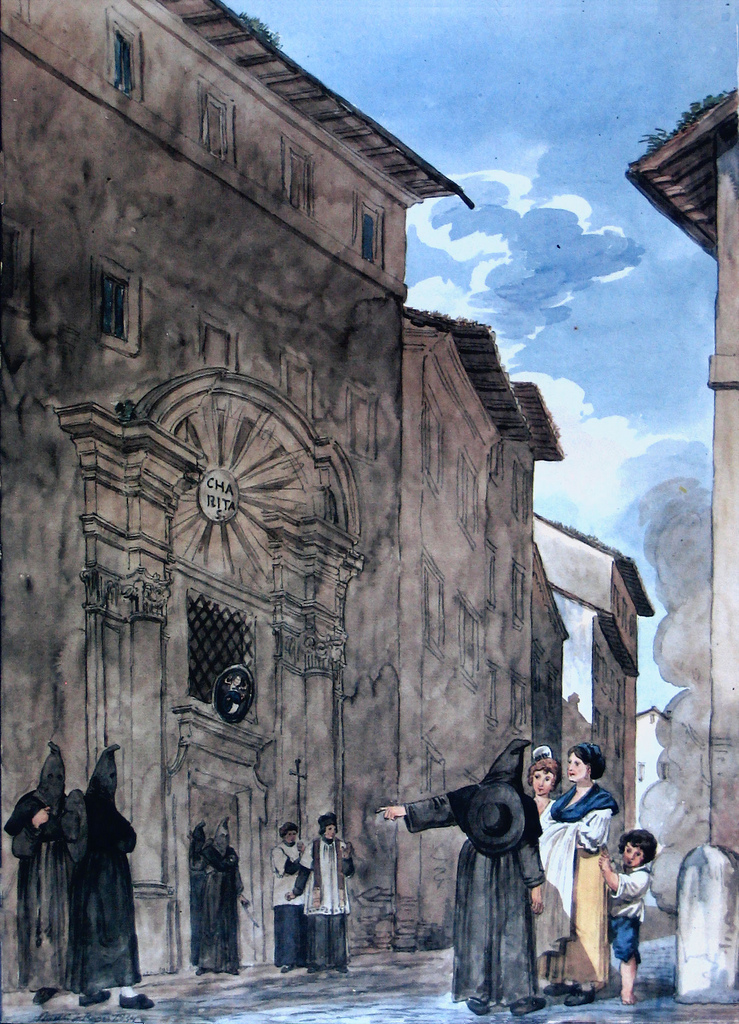
Fachada da igreja numa aquarela de Achille Pinelli (1834).

San Salvatore ad Tres Images, escrito também como San Salvatore delle Tre Imagini, era uma igreja de Roma que ficava do lado oeste da Piazza Suburra, no rione Monti, perto da esquina com a Via Cavour, no centro de uma região empobrecida e de má fama conhecida como Suburra. Era dedicada a Jesus Cristo sob o título de "Salvador" e era conhecida também com os epítetos de "agli Olmi", uma referência à sua localização na Contrada degli Olmi, e "alla Suburra".
Depois de ter sido reconstruída como um oratório no século XVII, seu nome foi alterado para Oratorio di San Francesco da Paola, mas este título praticamente inexiste nas fontes.

## Localização
Antes da construção da Via Cavour, na década de 1880, a Via Urbana corria até o pé da escadaria que levava até San Pietro in Vincoli, conhecida como Scalinata dei Borgia. A Via Leonina seguia até a Via delle Sette Sale, formando um cruzamento onde ficava a Piazza della Suburra. A igreja estava bem nesta esquina, imediatamente a oeste da praça, num eixo norte-sul e com entrada na Via Leonina. A moderna Piazza della Suburra não corresponde à antiga e a antiga ficava onde está a entrada da estação Cavour do metrô de Roma. O local onde ficava a igreja é um pequeno estacionamento triangular a oeste da estação.

## História

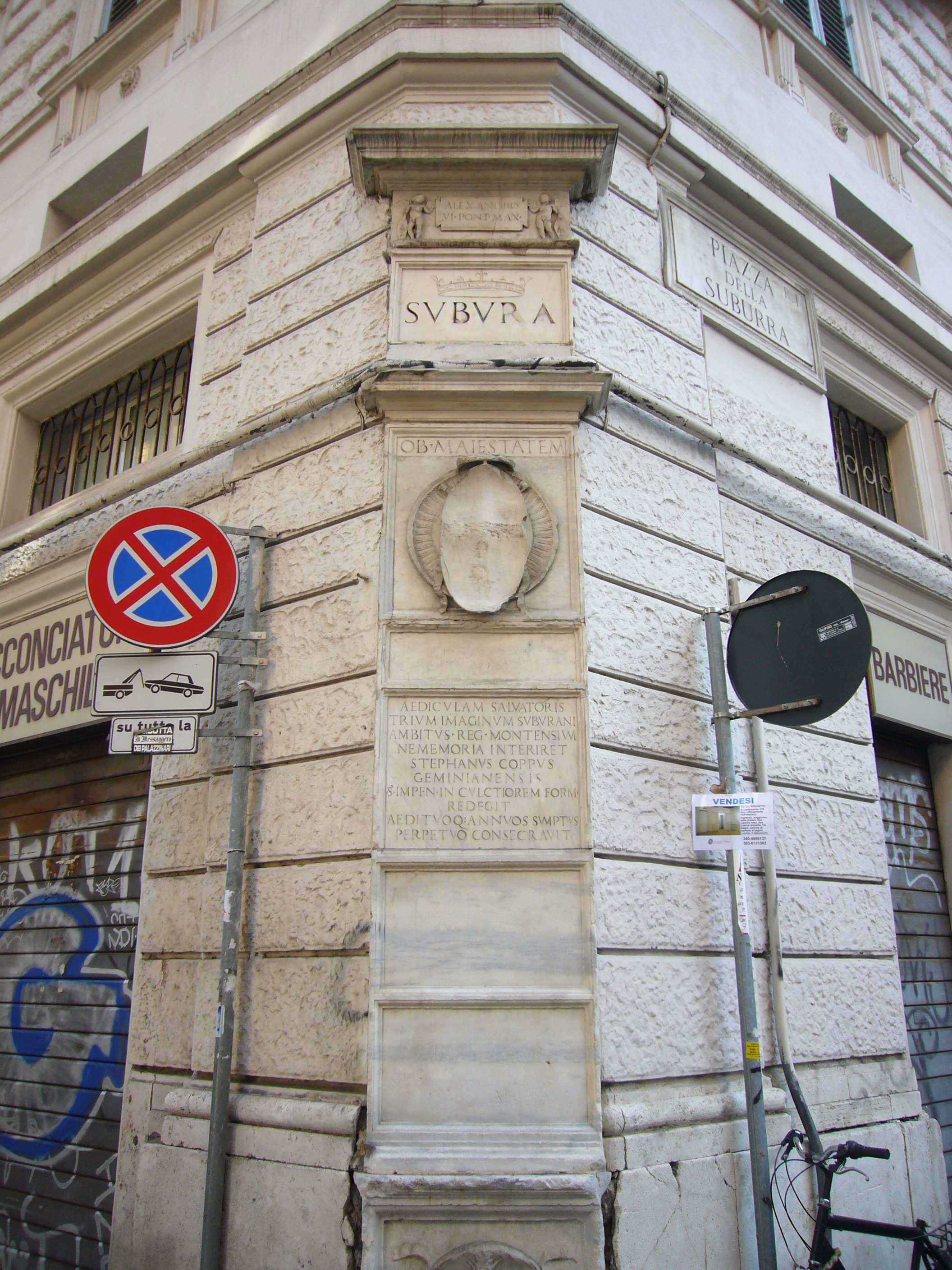
Edicula com as quatro inscrições preservadas da igreja na parede de um edifício moderna na atual Piazza della Suburra.

Esta pequena igreja aparece pela primeira vez no "Catalogo di Cencio Camerario", uma lista das igrejas de Roma compilada por Cencio Savelli em 1192, com o nome de Salvatori Trium Ymaginum. Numa bula do papa Inocêncio IV de 1244, ela é citada como sendo uma capela subsidiária de Santa Maria Maggiore e seu nome era uma referência a três bustos de mármore de Cristo que ficavam na entrada simbolizando a Santíssima Trindade. Conta a lenda que ela foi restaurada no início do século XVI porque ficava ao lado do lance de escadas que levava à casa de Vannozza Cattanei (vide Palazzo Borgia), a famosa amante do papa Alexandre VI. Em 1582, a igreja se tornou subsidiária de Santi Sergio e Baco, mas acabou se arruinando e foi desconsagrada em 1650.
Os Frades Mínimos que moravam no vizinho Monastero di San Francesco da Paola decidiram comprar a ruína, a restauraram e a reconsagraram como um oratório dedicado ao seu fundador, São Francisco de Paula. Esta é a origem da confusão entre San Salvatore e a própria igreja do mosteiro, San Francesco di Paola ai Monti, motivo pelo qual os locais costumavam chamar a primeira de San Franceschino  ("São Francisquinho"). Logo em seguida o oratório se tornou a sede de uma confraternidade leiga também batizada em homenagem ao santo.

## Demolição
Em 1884, depois da unificação da Itália, a igreja foi demolida para permitir a abertura da Via Cavour. No edifício moderno que atualmente está na esquina da praça com a Via Leonina e a Via Urbana foram preservadas uma inscrição comemorando o papa Alexandre VI ("ALEXANDRO VI PONT MAX"), uma outra com o nome do bairro ("SUBURA"), um brasão raspado e uma inscrição comemorando a reforma no século XVI: "AEDICULAM SALVATORIS TRIUM IMAGINUM SUBURANI AMBITUS REG MONTENSIUM NEMEMORIA INTERIRET STEPHANUS COPPUS GEMINIANENSIS S IMPEN IN CULCTIOREM FORM REDEGIT AEDITUOQ ANNUOS SUMPTUS PERPETUO CONSECRAVIT" ("Stefano Coppo de San Gimignano, às suas próprias custas, de forma muito elegante a edícula de Salvatore alle Tre Immagini alla Subura, na região de Monti, garantiu que seria esquecida e a consagrou em perpetuidade estabelecendo despesas anuais"). O brasão de Coppo, uma palmeira com flores entre duas estrelas, encerra o conjunto embaixo.
Na igreja de San Francesco di Paola, duas esculturas de mármore, de Cristo e da Virgem Maria, são da antiga igreja.

## Descrição
A igreja era bem pequena e contava com uma nave retangular simples e uma minúscula abside sem arco triunfal. Ela não tinha uma identidade arquitetural distinta e estava incorporada num edifício residencial de vários andares. A notável fachada barroca tinha uma entrada bastante decorada, com um batente de mármore com os cantos superiores chanfrados e um entablamento. Sobre ele ficava uma grande janela quadrada e, dos lados, duas semi-colunas dóricas flanqueadas por um par de pilastras. Acima dos capitéis estavam plintos invertidos que sustentavam cornijas que se projetavam à frente de ambos os lados de uma grande "glória" (um "sol") em estuque à volta da palavra "Charitas". Esta estava cercada acima por uma arquivolta com a porção central recuada.